# Прохорова, Милица Ивановна
Милица Ивановна Прохорова (6 марта 1907, Новогиреево — 15 августа 1959, Москва) — одна из основоположников советской ландшафтной архитектуры.

## Биография
М. И. Прохорова родилась и выросла в Новогиреево (в настоящее время в черте Москвы) в семье инженера. В 1924 году поступила во ВХУТЕМАС, где училась у Н. Ладовского и К. Мельникова. Окончила ВХУТЕИН в 1928 году, член АСНОВА. В 1928 году по приглашению Мельникова поступила на работу в Проектно-планировочную мастерскую при ЦПКиО им. Горького. Также работала в Госзеленстрое, Отделе планировки Моссовета. Автор проекта ЦПКиО им. Горького (в составе Бригады ЦПКиО, 1931), ПКиО города Тулы (1934), озеленения территории МГУ на Ленинских горах (1950-е годы).
Член Союза архитекторов СССР с 1935 года. Принимала участие в выставке работ женщин-архитекторов в 1948 году (диплом и почётная грамота).
Умерла в Москве 15 августа 1959 года. Похоронена на Введенском кладбище (12 уч.).

## Основные проекты
- Малые архитектурные формы и праздничное оформление для Московского ЦПКиО (под руководством Лисицкого Л. М., а затем Мельникова К. С. совместно с арх. Залесской Л. С., Коржевым М. П., Кычаковым И. П., Коробовым А. С.), 1929—1932 годы.
- ПКиО и городской сад в Челябинске (соавтор арх. Залеская Л. С.), 1931 год.
- ПКиО в Минске (совместно с арх. Залесской Л. С., Коржевым М. П., Розенбергом Л. Е.), 1932 год.
- Парк в Воронеже (совместно с арх. Коржевым М. П.), 1933 год
- ЦПКиО в Туле, 1932—1950-е
- Проект планировки Центрального стадиона СССР в Измайлове
- Генеральный план парка на Ленинских горах — развитие ЦПКиО имени М. Горького (в соавторстве с арх. Долгановым В. И.). 1935 год.
- Генеральный план Измайловского ПКиО имени Сталина И. В. (в соавторстве с Коржевым М. П.). 1932—1948 годы.
- Планировка и благоустройство Краснопресненского парка культуры и отдыха в Москве. 1938 год.
- Генеральный план Кусковского парка (в соавторстве с арх. Гриневицким Ю. С.)
- Рабочие чертежи озеленения территории ВСХВ на Первой Мещанской улице (совместно с арх. Коробовым А. С., Долгановым В. И., Коржевым М. П., Гриневицким Ю. С., Кычаковым И. П.), Москва, 1939 год.
- Сквер и озеленение Арбатской площади.1943 год.
- Благоустройство и озеленение территории жилых кварталов на Фрунзенской набережной. 1940—1950 годы.
- Благоустройство и озеленение Фрунзенской набережной. 1950 год.
- Озеленение территории МГУ на Ленинских горах (в соавторстве с арх. Коржевым М. П.). 1950—1953 годы.
- Озеленение и благоустройство у памятника Чайковского П. И. перед зданием Московской консерватории.1954 год.
- Планировка Хлебниковского лесопарка на Клязьминском водохранилище. 1957 год.
- Озеленение плавательного бассейна «Москва» на Кропоткинской набережной. 1958 год.

## Награды
- Орден Красной Звезды (1947) — за успешную работу по осуществлению генерального плана реконструкции города Москвы[2]

## Основные публикации

### Книги
- Архитектура парков СССР. — Москва: Издательство Академии архитектуры СССР, 1941 (в соавторстве с М. П. Коржевым).
- Городской сквер. — М.: Государственное архитектурное издательство, 1946.